# Наталівська сільська рада (Солонянський район)
| Наталівська сільська рада — орган місцевого самоврядування у Солонянському районі Дніпропетровської області з адміністративним центром у с. Наталівка. Сільській раді підпорядковані населені пункти: - с. Наталівка - с. Барвінок - с. Незабудине - с. Хижине |

## Склад ради
Рада складається з 12 депутатів та голови.

## Керівний склад сільської ради
| ПІБ                        | Основні відомості                                                         | Дата обрання | Дата звільнення |
| -------------------------- | ------------------------------------------------------------------------- | ------------ | --------------- |
| Персенко Наталія Василівна | Сільський голова, 1969 року народження, освіта, позапартійна              | 26.03.2006   | 31.10.2010      |
| Персенко Наталія Василівна | Сільський голова, 1969 року народження, освіта вища, член Партії регіонів | 31.10.2010   |                 |

Примітка: таблиця складена за даними джерела